# هيرونوبو ساكاغوتشي
هيرونوبو ساكاغوتشي(坂口 博信 - ساكاغوتشي هيرونوبو)،(ولدَ في 25 من نوفمبر 1962) هو مصمم ومخرج ومنتج ألعاب ياباني. اشتهرَ حول العالم بانه مبدع سلسة فاينل فانتسي، وكان لديه عمل لفترة طويلة في مجال الألعاب مع أكثر من 80 مليون وحدة من ألعاب الفيديو بيعت في جميع أنحاء العالم.ترك سكوير إنكس وأسس استديو يدعى بـ "ميست وولكر"
في سنة 2004.

## بداياته
ولد ساكاغوتشي في هيتاشي، بمحافظة إيباراكي، باليابان وتخرج من مدرسة ميتو الثانوية العليا، ومضى لدراسة الهندسة الكهربائية بينما كان يحضر جامعة يوكوهاما الوطنية، ولكن ترك الجامعة مع هيروميتشي تاناكا منتصف الطريق في عام 1983.

## سكوير
بعد تركه للجامعة، أصبح ساكاغوتشي موظف بالعمل الجزئي لدى سكوير، فرع تشكل حديثا من Denyūsha شركة الكهرباء التي أسسها ماسافومي مياموتو. عندما أصبحت سكوير شركة مستقلة، أصبح ساكاغوتشي موظفا بدوام كامل مديرا للتخطيط. كانت أول لعبة فيديو غير ناجحة، ثم قررت إنشاء عمله النهائي في صناعة اللعاب بماتبقى من المال لدى الشركة، وأطلق عليه اسم فاينل فانتسي، التي إدعت (سكوير) انه غير مؤكد في ذلك الوقت، كانت لفتة للسخرية. لعبة صدر في اليابان لـFamicom (أيضا والمعروفة عالميا باسم نينتندو إنترتينمنت سيستم) يوم 18 من ديسمبر، 1987. اللعبة كانت ناجحة في جميع أنحاء اليابان. وبقيادة ساكاغوتشي قاد لعبة فاينل فانتسي إلى النجاح، السبب الذي جعلها تصبح سلسلة متتابعة.

## عمل مخرج فيلم
انتقل ساكاغوتشي من صناعة الألعاب إلى صناعة الأفلام، عندما لعب لأول مرة دور المخرج لفيلم فاينل فانتسي: ذا سبيريتس ويذين المستوحى من سلسلة فاينل فانتسي.
ومع ذلك وعلى الرغم من بعض التقييمات الإيجابية، الفلم كان ثاني قنبلة في شباك التذاكر للافلام المرسومة،، وخسر أكثر من 120 مليون دولار، الامر الذي وضع شركة سكوير في ظروف صعبة.

## الإستقاله من سكوير
تنحى ساكاغوتشي طوعا عن منصبه بوصفه نائب الرئيس التنفيذي في سكوير. حدث أيضا انخفاض في رأس مال الشركة، سكوير بعد ذلك إندمجت مع منافستها إنكس مما أدى إلى ظهور شركة سكوير إنيكس في سنة 2003.ساكاغوتشي إنشاء شركة ميست وولكر بدعم مالي من مايكروسوفت غيم ستوديوز
.

## ميست وولكر
في عام 2001 أسس ساكاغوتشي شركته الخاصة به ميست وولكر التي بدأت عملها في عام 2004. في شباط / فبراير 2005، أعلن أن ميست وولكر سيقوم بالعمل مع مايكروسوفت غيم ستوديوز لإنتاج لعبتي ار بي جي لجهاز الإكس بوكس 360. لا تزال الشركة منفردة من حصيرة الأجهزة. ساكاغوتشي صدر لعبة بلو دراغون في 2006 ولعبة لوست أوديسي في 2007 لـ إكس بوكس 360. ولعبة لجهاز النينتندو دي أس.

## روابط خارجية
- هيرونوبو ساكاغوتشي على موقع IMDb (الإنجليزية)
- هيرونوبو ساكاغوتشي على موقع ميتاكريتيك (الإنجليزية)
- هيرونوبو ساكاغوتشي على موقع روتن توميتوز (الإنجليزية)
- هيرونوبو ساكاغوتشي على موقع ألو سيني (الفرنسية)
- هيرونوبو ساكاغوتشي على موقع ميوزك برينز (الإنجليزية)
- هيرونوبو ساكاغوتشي على موقع أول موفي (الإنجليزية)
- هيرونوبو ساكاغوتشي على موقع إن إن دي بي (الإنجليزية)
- هيرونوبو ساكاغوتشي على موقع ديسكوغز (الإنجليزية)
- هيرونوبو ساكاغوتشي على موقع قاعدة بيانات الفيلم (الإنجليزية)
- هيرونوبو ساكاغوتشي على موقع كينوبويسك (الروسية)